# Poentís de Ribèra
Poentís de Ribèra (francès Pointis-de-Rivière) és un municipi del departament francès de l'Alta Garona, a la regió d'Occitània.